# 바다식목일
바다식목일(--植木日)은 바다 속에 해초와 바닷말(해조류)을 심는 날이다. 땅에 나무를 심는 식목일과 비슷하다.

## 나라별 바다식목일

### 한국
대한민국에서는 2012년 1월 《수산자원관리법》이 개정되면서 세계 최초로 바다식목일이 제정되었으며, 이듬해인 2013년 제1회 바다식목일을 시작으로 해마다 5월 10일에 바다식목일을 기념하고 있다.

## 같이 보기
- 갯녹음